# Hraniční přechod Varnsdorf–Großschönau
Hraniční přechod Varnsdorf–Großschönau (německy Grenzübergang Großschönau–Varnsdorf) je bývalý silniční hraniční přechod, který se nachází na česko-německé státní hranici na hraničním úseku II/14–II/15 mezi českým městem Varnsdorf (okres Děčín, Ústecký kraj) a německou obcí Großschönau (zemský okres Zhořelec, spolková země Sasko). Přechod leží v nadmořské výšce 315 m n. m. na silnici II/264; za hranicí pokračuje německá silnice S137. Před zrušením byl určen pro pěší, cyklisty a motoristy.
Hraniční přechod byl zrušen při vstupu České republiky do Schengenského prostoru v roce 2007. V případě dočasného znovuzavedení ochrany vnitřních hranic je provoz na hraničním přechodu upraven Sdělením Ministerstva vnitra č. 395/2021 Sb.